# مبارك النوت
مبارك فالح مبارك النوت، (1946 - 12 سبتمبر 1990) اقتصادي كويتي استشهد إبان الغزو العراقي للكويت عام 1990، ويعد من المقاومة الكويتية.

## محطات من حياته
- أول مدير للقطاع المصرفي بأول مصرف إسلامي بالكويت
- رشح نفسه لعضوية مجلس الأمة مرتين متتاليتين في عامي 1981م، 1985م كمرشح مستقل.
- رئيس الجمعية الكويتية لمتداولي القطع منذ تأسيسها 1976م – 1982م.
- نائب رئيس الاتحاد العربي لخبراء النقد.